# Championnat du Cameroun de football 1998
Navigation
Saison précédente Saison suivante
La saison 1998 du Championnat du Cameroun de football était la 38e édition de la première division camerounaise, la MTN Elite 1. Les équipes sont regroupées au sein d'une poule unique, où chaque équipe affronte tous les adversaires 2 fois, à domicile et à l'extérieur.
C'est le Cotonsport Garoua, champion du Cameroun en titre, qui termine en tête du championnat cette année. C'est le 2e titre de champion de son histoire.

## Les 16 clubs participants
| - Cotonsport Garoua - Tonnerre Yaoundé - Canon Yaoundé - Union Douala - Léopards Douala - Stade Bandjoun - Dynamo Douala - Sable Batié - Promu de D2 | - Panthère du Ndé - Kumbo Strikers - Racing Club Bafoussam - Olympique Mvolyé - Fovu Baham - Djerem Bertoua - Promu de D2 - Ports FC Douala - Promu de D2 - PWD Bamenda |

## Compétition

### Classement
| Rang | Équipe                | Pts | J  | G  | N  | P  | Bp | Bc | Diff |
| ---- | --------------------- | --- | -- | -- | -- | -- | -- | -- | ---- |
| 1    | Cotonsport Garoua (T) | 54  | 30 | 16 | 6  | 8  | 46 | 26 | +20  |
| 2    | Canon Yaoundé         | 53  | 30 | 15 | 8  | 7  | 36 | 19 | +17  |
| 3    | Tonnerre Yaoundé      | 51  | 30 | 13 | 12 | 5  | 39 | 27 | +12  |
| 4    | Dynamo Douala (C)     | 50  | 30 | 15 | 5  | 10 | 31 | 26 | +5   |
| 5    | Union Douala          | 49  | 30 | 13 | 10 | 7  | 35 | 21 | +14  |
| 6    | Olympique Mvolyé      | 45  | 30 | 12 | 9  | 9  | 41 | 35 | +6   |
| 7    | Ports FC Douala (P)   | 45  | 30 | 13 | 6  | 11 | 32 | 33 | -1   |
| 8    | Kumbo Strikers        | 43  | 30 | 12 | 7  | 11 | 36 | 34 | +2   |
| 9    | Sable Batié (P)       | 43  | 30 | 12 | 7  | 11 | 27 | 31 | -4   |
| 10   | Racing Bafoussam      | 42  | 30 | 13 | 10 | 7  | 35 | 21 | +14  |
| 11   | Panthère du Ndé       | 41  | 30 | 11 | 8  | 11 | 26 | 29 | -3   |
| 12   | Stade Bandjoun        | 40  | 30 | 11 | 7  | 12 | 36 | 34 | +2   |
| 13   | Fovu Baham            | 33  | 30 | 9  | 6  | 15 | 32 | 32 | 0    |
| 14   | Léopards Douala       | 29  | 30 | 8  | 5  | 17 | 30 | 52 | -22  |
| 15   | PWD Bamenda           | 26  | 30 | 7  | 5  | 18 | 21 | 46 | -25  |
| 16   | Djerem Berfoua (P)    | 19  | 30 | 6  | 4  | 20 | 29 | 55 | -26  |

|  | Qualifié pour la Ligue des champions de la CAF 1999 |
|  | Qualifié pour la Coupe des Coupes 1999              |
|  | Qualifié pour la Coupe de la CAF 1999               |
|  | Relégué en deuxième division                        |

## Bilan de la saison
| Tableau d'Honneur                   |                   |
| Compétition                         | Vainqueur         |
| Championnat du Cameroun de football | Cotonsport Garoua |
| Coupe du Cameroun                   | Dynamo Douala     |

| Qualifications continentales       |                   |
| Ligue des champions de la CAF 1999 | Qualifié          |
| Premier tour                       | Cotonsport Garoua |
| Coupe des Coupes 1999              | Qualifiés         |
| Premier tour                       | Dynamo Douala     |
| Coupe de la CAF 1999               | Qualifiés         |
| Premier tour                       | Canon Yaoundé     |

| Promotion et relégation |                                                         |
| Relégués en 2e division | Léopards Douala PWD Bamenda Djerem Bertoua              |
| Promus en MTN Elite 1   | Free Boys Bamenda Aigle Nkongsamba Girondins Ngaoundéré |